# NSB 93
NSB 93 sorozat egy norvég billenőszekrényes kétrészes dízelmotorvonat-sorozat. Az NSB üzemelteti a nem villamosított vonalakon, mint például a Nordland Line, Rauma Line, Røros Line vonalakon. Összesen 15 egységet készített a Bombardier. A jármű a Bombardier Talent motorvonat családba tartozik.

## Képek

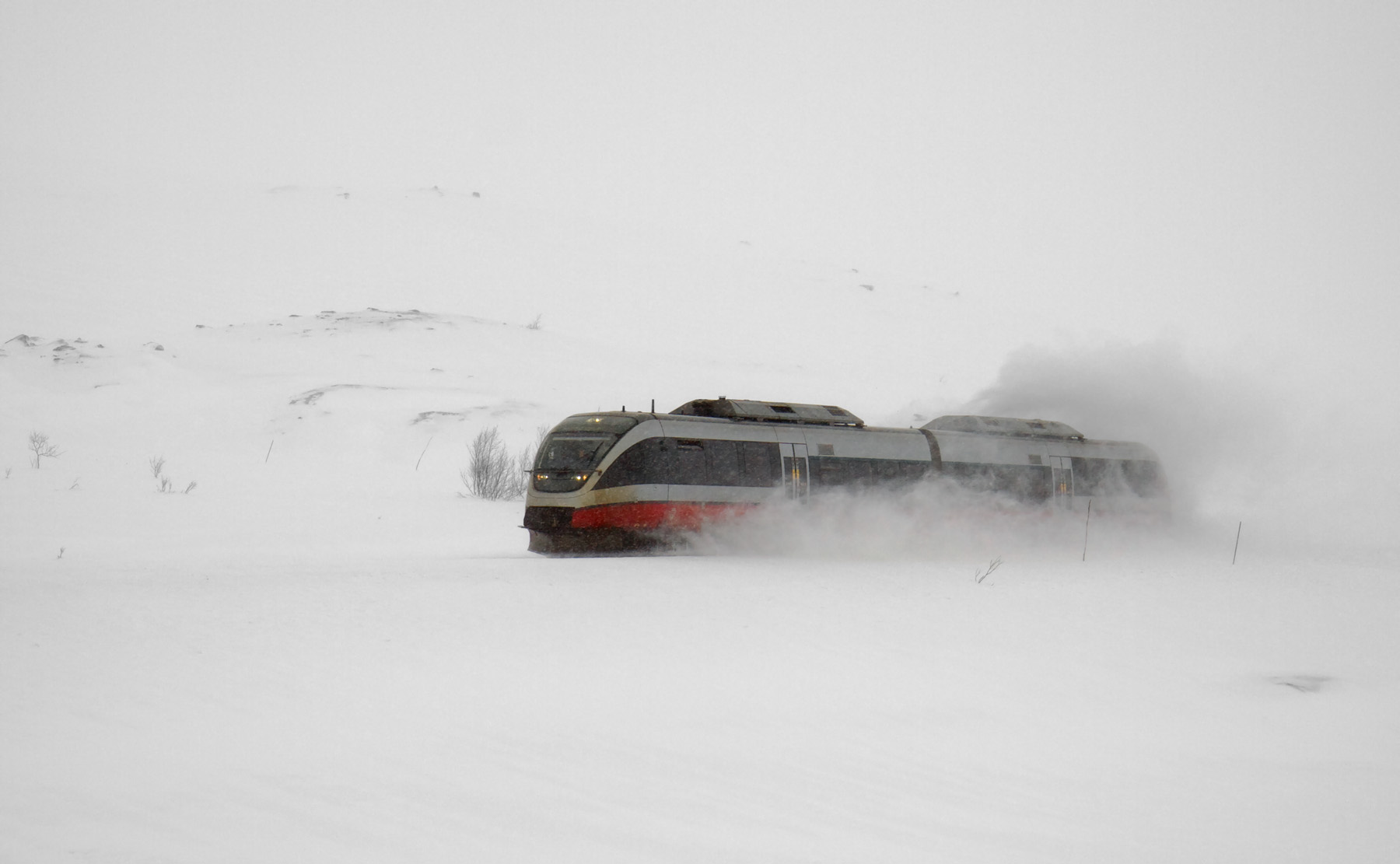
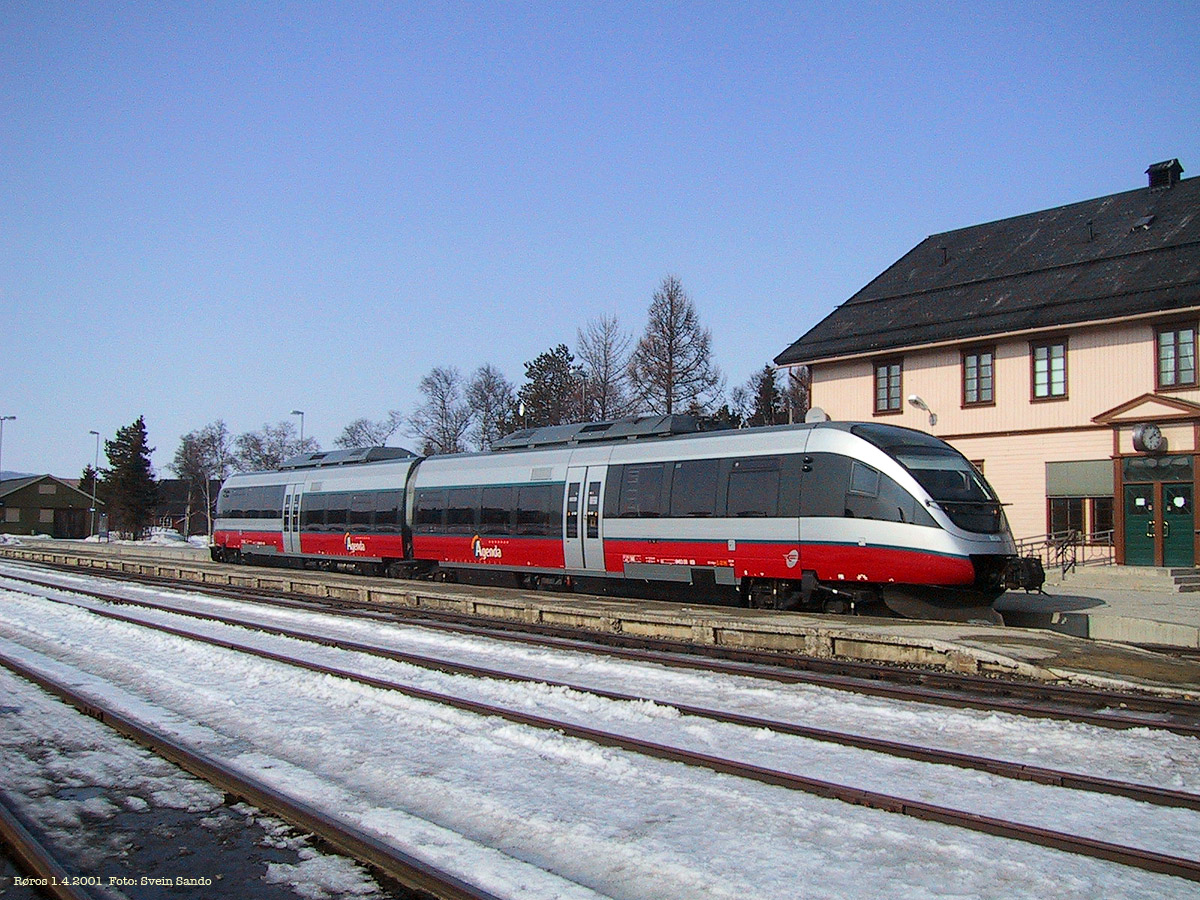
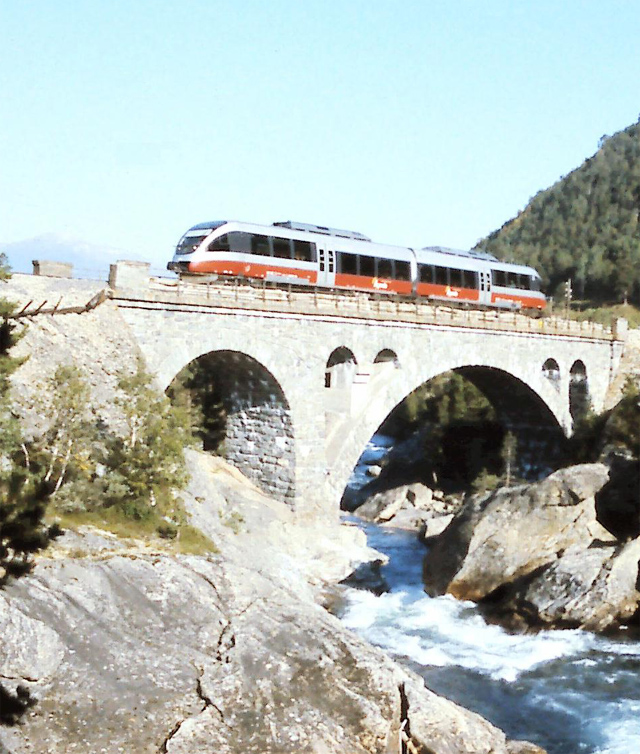
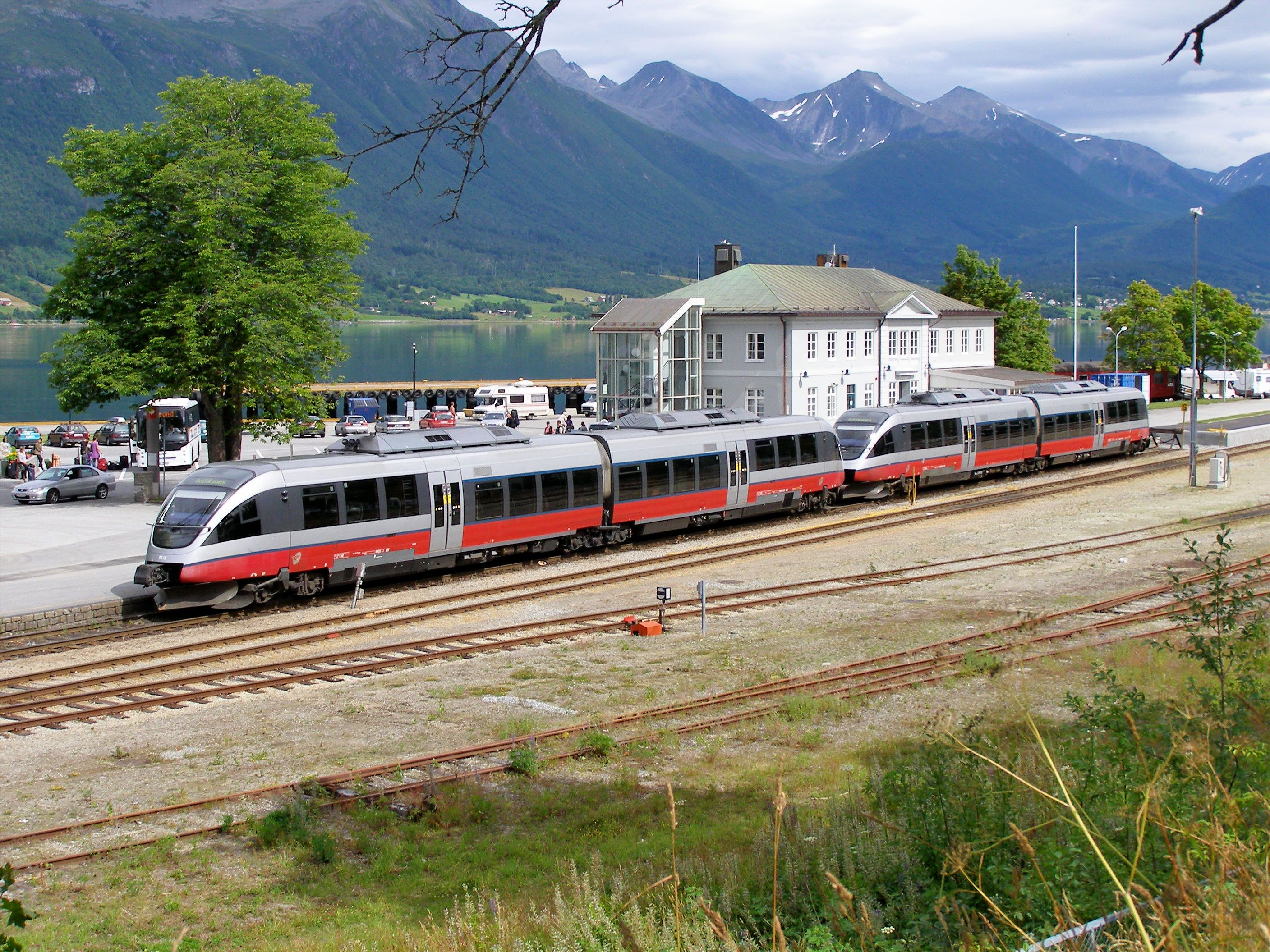

## Pályaszámok
- BM 93.01 - BCM 93.51
- BM 93.02 - BCM 93.52
- BM 93.03 - BCM 93.53
- BM 93.04 - BCM 93.54
- BM 93.05 - BCM 93.55
- BM 93.06 - BCM 93.56
- BM 93.07 - BCM 93.57
- BM 93.08 - BCM 93.58
- BM 93.09 - BCM 93.59
- BM 93.10 - BCM 93.60
- BM 93.11 - BCM 93.61
- BM 93.12 - BCM 93.62
- BM 93.13 - BCM 93.63
- BM 93.14 - BCM 93.64
- BM 93.15 - BCM 93.65